# Cascare nei tuoi occhi
Cascare nei tuoi occhi è un singolo del cantautore italiano Ultimo, pubblicato il 14 settembre 2018 come terzo estratto dal secondo album in studio Peter Pan.

## Descrizione
Ultimo ha descritto il brano in questo modo:

## Video musicale
Il video musicale, girato da Emanuele Pisano interamente a Shanghai, è stato pubblicato lo stesso in concomitanza all'uscita del brano attraverso il canale YouTube della Honiro. Esso mostra Ultimo che, in veste di dipendente di un hotel, cerca di conquistare una ragazza orientale di cui si è pazzamente innamorato.

## Tracce
Testi e musiche di Niccolò Moriconi.
1. Cascare nei tuoi occhi – 3:46

## Classifiche

### Classifiche settimanali
| Classifica (2018) | Posizione massima |
| ----------------- | ----------------- |
| Italia            | 6                 |

### Classifiche di fine anno
| Classifica (2019) | Posizione massima |
| ----------------- | ----------------- |
| Italia            | 49                |